# Terrapin Station (Limited Edition)
Terrapin Station (Limited Edition) è un triplo album dal vivo del gruppo musicale statunitense Grateful Dead, pubblicato nel 1997.

## Tracce

### Disco 1
1. Jack Straw (Hunter, Weir) – 6:19
2. Sugaree (Hunter, Garcia) – 11:14
3. Easy to Love You (Barlow, Mydland) – 6:32
4. Walkin' Blues (Johnson) – 6:12
5. Althea (Hunter, Garcia) – 8:32
6. Just Like Tom Thumb's Blues (Dylan) – 6:57
7. Tennessee Jed (Hunter, Garcia) – 9:17
8. Cassidy (Barlow, Weir) – 6:12
9. Don't Ease Me In (traditional) – 6:02

### Disco 2
1. China Cat Sunflower (Hunter, Garcia) – 6:27
2. I Know You Rider (traditional) – 6:50
3. Samson and Delilah (traditional) – 7:07
4. Terrapin Station (Hunter, Garcia) – 14:23
5. Mock Turtle Jam (Grateful Dead) – 8:23
6. Drums (Hart, Kreutzmann) – 6:16

### Disco 3
1. And (Bob Bralove, Hart, Kreutzmann) – 3:43
2. Space (Garcia, Lesh, Mydland, Weir) – 10:06
3. I Will Take You Home (Mydland) – 4:20
4. Wharf Rat (Hunter, Garcia) – 10:59
5. Throwing Stones (Barlow, Weir) – 8:59
6. Not Fade Away (Hardin, Petty) – 9:21
7. Revolution (Lennon, McCartney) – 5:07

## Formazione
- Jerry Garcia – chitarra, voce
- Bob Weir – chitarra, voce
- Phil Lesh – basso, voce
- Bill Kreutzmann – batteria, percussioni
- Brent Mydland – tastiera, organo Hammond, voce
- Mickey Hart - batteria, percussioni